# Ana Botella
Ana María Botella Serrano (Madrid, 24 de julio de 1953) es una política española del Partido Popular. Fue alcaldesa de Madrid entre diciembre de 2011 y junio de 2015, siendo la primera mujer en ocupar el cargo.

## Biografía
Nacida en Madrid el 23 de julio de 1953, cursó sus estudios de primaria y secundaria en un colegio religioso de las Madres Irlandesas. Estudió Derecho en la Universidad Complutense de Madrid.
En 1977, contrajo matrimonio con José María Aznar y aprobó las oposiciones al Cuerpo de Técnicos de Administración Civil del Estado y desde entonces ha trabajado para la Administración Pública (en el Ministerio del Interior, el Gobierno Civil de Logroño, el Ministerio de Obras Públicas, la Delegación de Hacienda de Valladolid y el Ministerio de Hacienda). En 1978 comenzó a militar en Alianza Popular.
Es la mayor de los trece hermanos del matrimonio formado por el ingeniero industrial Ernesto Botella Pradillo y la campeona nacional de mus Ana Serrano Sancho-Álvarez. Es sobrina en segundo grado del ginecólogo José Botella Llusiá, rector de la Universidad de Madrid en la década de 1960. Se la ha vinculado con la congregación Legionarios de Cristo y con el Opus Dei, si bien ella y su entorno lo niegan categóricamente.

### Carrera política

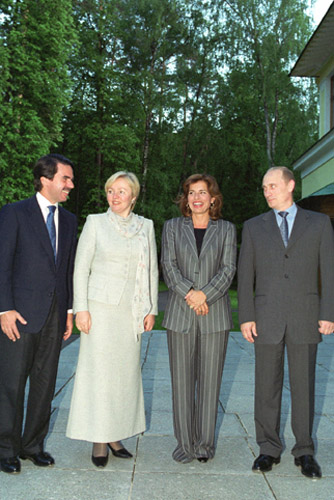
Fotografía de los matrimonios Putin-Aznar (Moscú; mayo de 2001).

En 2003, fue elegida concejal del Ayuntamiento de Madrid y nombrada segunda teniente de alcalde, ocupándose de la Concejalía de Gobierno de Empleo y Servicios a la Ciudadanía hasta 2007. Desde 2004 formó parte del Comité de Dirección del Partido Popular de Madrid. Fue secretaria ejecutiva de Acción Social hasta 2008 y, desde entonces, secretaria ejecutiva de Acción Sectorial.
En las elecciones de 2007 fue la número dos en la lista del Partido Popular nuevamente para el Ayuntamiento de Madrid y ocupó la Concejalía de Medio Ambiente. Fue miembro del Comité Ejecutivo Nacional del Partido Popular desde 2008 hasta el congreso celebrado el 11 de febrero de 2017 donde fue cesada. En enero de 2011, en calidad de concejal de Medio Ambiente del Ayuntamiento de Madrid, admitió que la ciudad no cumplía los baremos máximos de contaminación marcados por la Unión Europea.
En junio de 2011 fue ratificada como segunda teniente de alcalde y titular del área de Gobierno de Medio Ambiente y Movilidad.

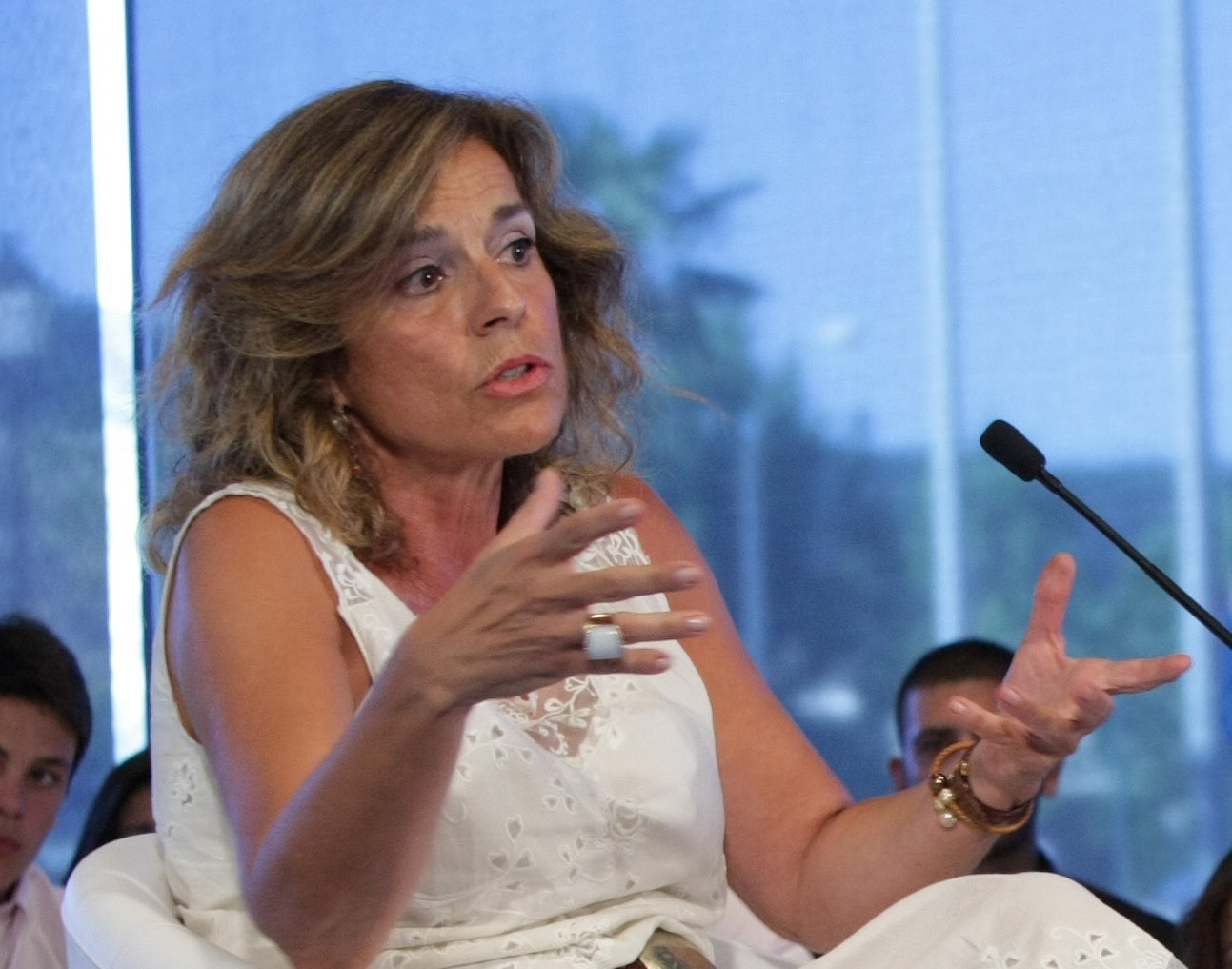
Ana Botella en la escuela de verano de NNGG del PP de Madrid en 2011

El alcalde Alberto Ruiz-Gallardón abandonó la alcaldía de Madrid el 22 de diciembre de 2011 y al ser designado ministro de Justicia por el presidente del Gobierno, Mariano Rajoy. El 27 de diciembre, el pleno del Ayuntamiento eligió (con 31 votos de 55) a Ana Botella como alcaldesa de Madrid: siendo la primera mujer que accedía a la alcaldía de la ciudad de Madrid.  
En la presentación final de la Candidatura de Madrid 2020 en Buenos Aires, en septiembre de 2013, participó en la delegación española, mostrando en sus comunicaciones con periodistas un limitado conocimiento de la lengua inglesa.  Fue entonces cuando pronunció su frase más célebre: A relaxing cup of café con leche in Plaza Mayor, lo cual ocasionó numerosas bromas en los medios de comunicación y la sociedad española. Posteriormente Botella bromeó sobre la anécdota. Time eligió la frase como uno de los diez gazapos de políticos del año.
El 9 de septiembre de 2014 anunció su intención de no concurrir a las urnas en las elecciones municipales de 2015.
En el último año de su mandato, apoyó y financió el proyecto del historiador Fernando de Prado para la búsqueda e identificación de los restos de Miguel de Cervantes, cuya tumba inauguró en el convento de las Trinitarias Descalzas el 10 de junio de 2015.
En diciembre de 2018, fue condenada provisionalmente (junto a otros exconcejales del Partido Popular) por el Tribunal de Cuentas al pago de 2,8 millones de euros por la venta irregular en octubre de 2013 de 1860  viviendas públicas de la Empresa Municipal de la Vivienda y Suelo (EMVS) al fondo buitre Blackstone. El Tribunal de Cuentas la absolvió en julio de 2019. En enero del año 2019 también la causa penal fue archivada por el Juzgado de Instrucción Número 38 de Madrid.

## Trabajos publicados
- Mis ocho años en Moncloa. Plaza & Janés. 2004. ISBN 978-84-01-37880-5.
- Érase una vez... Los mejores cuentos infantiles comentados. Ediciones Martínez Roca. 2001. ISBN 978-84-270-2659-9. (colaboración)
- Cuentos de Navidad. Los mejores clásicos para leer en familia. Editorial Planeta. 2009. ISBN 978-84-08-08866-0. (colaboración)